# Drenatge (hidrologia)
|  | No s'ha de confondre amb drenatge. |

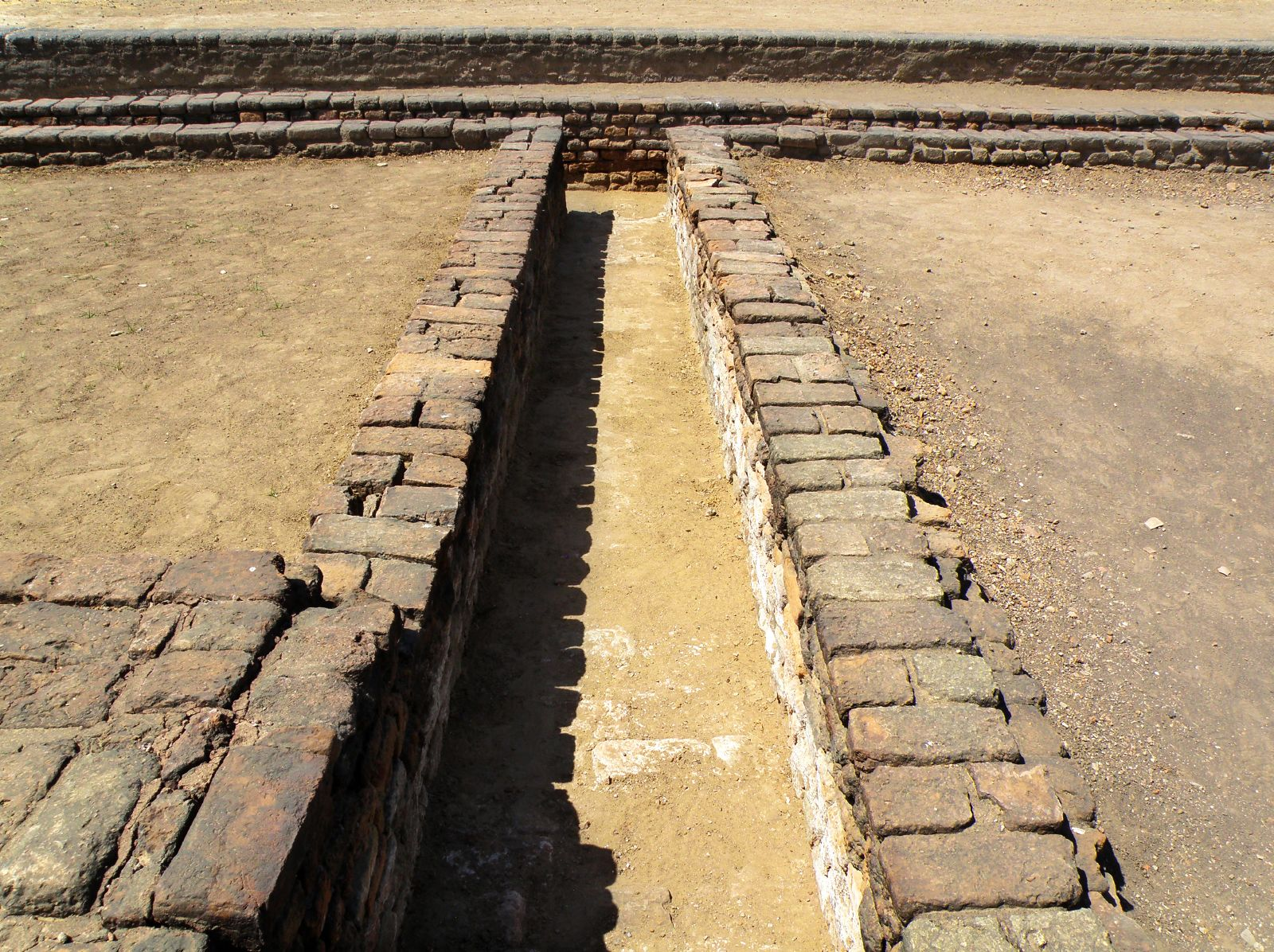
Drenatge artificial a Lothal ca 3000 aC

El drenatge en hidrologia és la remoció natural o artificial de l'aigua d'una superfície, incloent també la part més immediata que queda per sota (subsuperficial) en una àrea determinada. El drenatge quan es fa en capes profundes es practica en la mineria
El drenatge en la natura és un mecanisme del cicle hidrològic. El drenatge artificial ha estat i és encara, imprescindible per posar en conreu terres ja sigui perquè es troben en climes molt humits, perquè es troben en llits d'inundació (deltes, per exemple),perquè tenen un drenatge natural molt lent o en regadius que si no es drenen acabarien salinitzant el terreny.

## Drenatge natural
Cada terreny té una capacitat i velocitat d'infiltració d'aigua determinada, quan la precipitació és superior a aquesta capacitat l'aigua, que ja omple tots els porus disponibles del sòl, s'acumula a la superfície (s'entolla). El drenatge natural està relacionat amb la fracció d'aigua del sòl coneguda com a aigua gravitacional. Diversos factors influeixen en el drenatge:
- Precipitació de l'àrea en qüestió: Sobre el drenatge influeix molt el total de pluja caiguda en un episodi o el total anual, la distribució, la intensitat o si es tracta de neu o pluja.
- Evaporació: la qual en incrementar-se amb l'augment de la temperatura elimina gran quantitat d'aigua que ja no serà per tant drenada.
- Vegetació: Els arbres i arbusts intercepten la pluja i afavoreixen un drenatge molt repartit en el temps. Una torbera és un exemple de vegetació que aprofita un drenatge lent motivat per un clima fred i plujós
- El sòl: Són fonamentals l'estructura (organització) i la textura del sòl (mida de les partícules). Drenen lentament els terrenys amb textura argilosa i molt ràpidament els de textura sorrenca. Pel que fa a l'estructura la pedregosa afavorix un ràpid drenatge, igual que la càrstica, tot el contrari que el sòl permanentment glaçat de les zones subàrtiques permagel.

## Drenatge artificial
Es fa servir en obres públiques o en terres de conreu que ho necessitin.
Els sistemes de drenatge que es fan servir són diversos. En drenatges superficials es tracta simplement d'un desguàs facilitat amb donar un lleuger pendent cap a una zona de recollida d'aigües.
En drenatges que impliquen la zona subsuperficial es tracta de mantenir la capa freàtica (nivell subterrani d'aigua) separada de la superfície. Això se sol fer amb un sistema que forma una xarxa de canonades de material porós o perforades col·locades al fons d'unes rases i cobertes amb un material filtrant.